# اچ‌ام‌اس اوریالوس (۱۸۰۳)
اچ‌ام‌اس اوریالوس (۱۸۰۳) (به انگلیسی: HMS Euryalus (1803)) یک کشتی بود که طول آن ۱۴۵ فوت ۲ اینچ (۴۴٫۲ متر) بود. این کشتی در سال ۱۸۰۳ ساخته شد.